# 避暑山荘

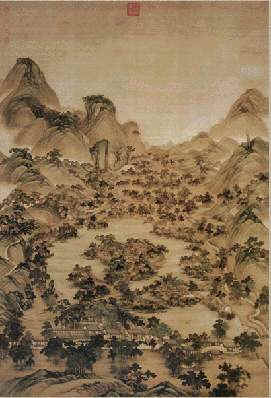
清朝時代の画家、冷枚による避暑山荘の図

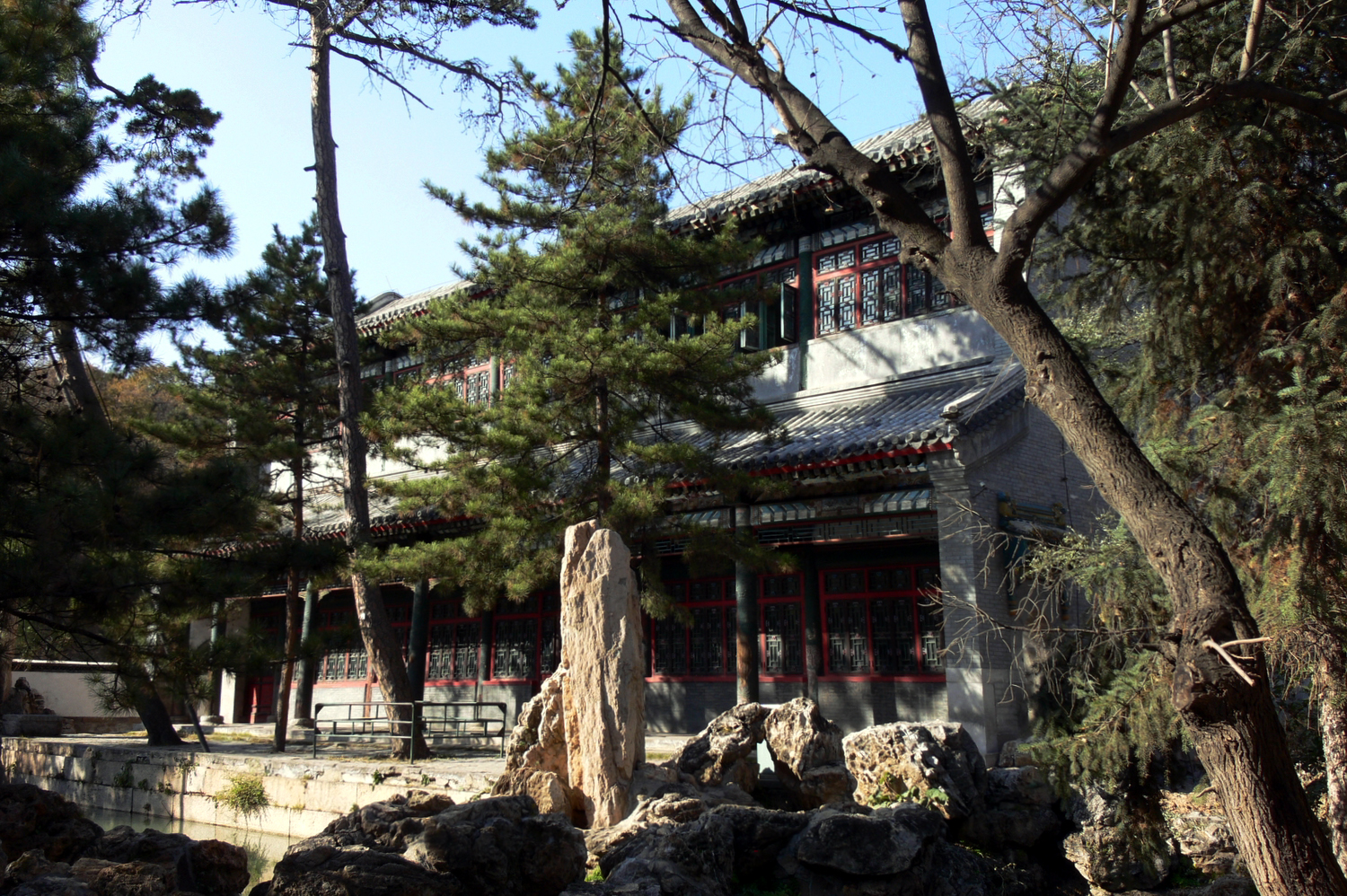
文津閣

避暑山荘（ひしょさんそう、満洲語：ᡥᠠᠯᡥᡡᠨ ᠪᡝ
ᠵᠠᡞᠯᠠᠷᠠ
ᡤᡠᠷᡠᠩ、転写：Halhūn be jailara gurung）は、中国河北省承徳市にある、清朝時代の離宮である。避暑離宮、熱河行宮とも。中国四大名園の一つでもある。総面積564万平方メートルで、周囲の城壁は10キロメートル。中華人民共和国国家級風景名勝区（1982年認定）、中国の5A級観光地（2007年認定）。

## 歴史
清の皇帝は瀋陽（当時の奉天）に参拝に行くことがあったが、御幸では承徳に立ち寄ることが多かった。承徳は季候がよく、自然が豊かで景色に優れ、また温泉などもあったことから、康熙帝は1703年にここに離宮を造ることを決定した。雍正帝の治世を経て乾隆帝治世の1741年から大規模な整備がなされ、着工から87年の時を経て1790年に完成した。
避暑山荘の建築にあたっては、江南地方の名園・名勝を参考にしたと言われている。蘇州の獅子林や寒山寺、杭州の武陵寺六和塔、鎮江の金山亭、嘉興の煙雨楼などを模して作られた建造物があり、内モンゴルや大興安嶺などから松が持ち込まれ移植されている。また園内の文津閣には四庫全書が収蔵されている。